# Hattusas
Hattusas (tyrkisk: Hattuşa) var hittitternes hovedstad. Den lå nær den nuværende by Boğazkale, et distrikt i midten af Çorum-provinsen i Tyrkiet, og lå nær floden Kızıl i det centralen Anatolien omkring 145 km nordøst for Ankara. Hattusas blev optaget på UNESCOs verdensarvsliste i 1986.